# حسن ويرايودا
حسن ويرايودا (بالإندونيسية: Hassan Wirajuda) (9 يوليو 1948 في تانقيرانغ، بنتن) وزير خارجية إندونيسيا منذ يوم 10 أغسطس 2001 في عهد الرئيسة ميجاوتى سوكارنو بوترى حتى الآن، خلفا لـ على العطاس.
تخرج حسن في كلية الحقوق بجامعة إندونيسيا جاكارتا العام 1971. ثم حصل على الماجستير من جامعة هارفد العام 1985 وأكمل دراسته في جامعة فيرجينيا حيث حصل على الدكتوراة في مجال القانون الدولي العام 1987.
والتحق بوزارة الخارجية العام 1974، وكان يتبوأ منصب مدير المنظمات الدولية في الوزارة العام 1993-1997 وسفير إندونيسيا في القاهرة العام 1997-1998 وعمل مندوبا لدى الأمم المتحدة في جينيوا العام 1998-2000.